# Сан-Мануель (Аризона)
Сан-Мануель (англ. San Manuel) — переписна місцевість (CDP) в США, в окрузі Пінал штату Аризона. Населення — 3114 особи (2020).

## Географія
Сан-Мануель розташований за координатами 32°36′22″ пн. ш. 110°38′50″ зх. д. / 32.60611° пн. ш. 110.64722° зх. д. (32.606030, -110.647113).  За даними Бюро перепису населення США в 2010 році переписна місцевість мала площу 53,75 км², з яких 53,67 км² — суходіл та 0,08 км² — водойми.

## Демографія
Згідно з переписом 2010 року, у переписній місцевості мешкала 3551 особа в 1329 домогосподарствах у складі 957 родин. Густота населення становила 66 осіб/км².  Було 1541 помешкання (29/км²).
Расовий склад населення:
| - 78,1 % — білих - 2,4 % — корінних американців - 0,8 % — чорних або афроамериканців - 0,5 % — азіатів - 13,3 % — осіб інших рас |

До двох чи більше рас належало 4,9 %. Частка іспаномовних становила 49,9 % від усіх жителів.
За віковим діапазоном населення розподілялося таким чином: 27,1 % — особи молодші 18 років, 55,2 % — особи у віці 18—64 років, 17,7 % — особи у віці 65 років та старші. Медіана віку мешканця становила 38,8 року. На 100 осіб жіночої статі у переписній місцевості припадало 98,9 чоловіків;  на 100 жінок у віці від 18 років та старших — 96,7 чоловіків також старших 18 років.
Середній дохід на одне домашнє господарство  становив 50 711 долар США (медіана — 43 629), а середній дохід на одну сім'ю — 54 958 доларів (медіана — 50 658). Медіана доходів становила 42 700 доларів для чоловіків та 32 872 долари для жінок. За межею бідності перебувало 17,1 % осіб, у тому числі 21,1 % дітей у віці до 18 років та 10,6 % осіб у віці 65 років та старших.
Цивільне працевлаштоване населення становило 1336 осіб. Основні галузі зайнятості: освіта, охорона здоров'я та соціальна допомога — 24,9 %, сільське господарство, лісництво, риболовля — 15,3 %, виробництво — 9,7 %, будівництво — 8,2 %.